# Nature morte aux cruches
La Nature morte aux cruches (Bodegón con cacharros ) est une peinture à l'huile sur toile de 46 × 84 cm réalisée par  Francisco de Zurbarán et conservée au Musée du Prado de Madrid datée de 1650 environ. Elle a été donnée au musée par le collectionneur Francisco Cambó en 1940. Une autre œuvre quasi identique de Zurbarán se trouve au MNAC de Barcelone.

## Description
Cette nature morte est fort simple dans sa composition avec quatre objets et la seule lumière (dans le style ténébriste) comme uniques protagonistes. Il s'agit de trois cruches (deux en faïence blanche de Triana et une en céramique brune) et trois pièces de métal, une coupe à gauche et deux plateaux. Le peintre, séduit par la « technique pictoriale pure, les textures et la jouissance esthétique » les a placées sur une planche de bois, bien alignées et sur un fond noir. Il s'agit d'un exemple particulièrement réaliste des rares natures mortes du peintre, magnifiant de simples objets quotidiens, donnant une impression de mysticisme rustique et de beauté pure.
Les natures mortes (bodegones) espagnoles du Siècle d'or se distinguent par leur austérité des natures mortes flamandes de la même période, beaucoup plus opulentes, comme celles de Claesz ou de Heda ; elles se distinguent aussi des natures mortes italiennes de cette époque empreintes de sensualité ou des natures mortes françaises, plus décoratives. Certains spécialistes sont d'avis que le fils cadet du peintre, Juan de Zurbarán, a collaboré à cette œuvre.